# Kelly-Marie Murphy
Kelly-Marie Murphy (* 4. September 1964 in Cagliari/Sardinien, Italien) ist eine kanadische Komponistin.

## Leben
Die Tochter eines kanadischen Soldaten wurde in einer NATO-Basis auf Sardinien geboren und wuchs in kanadischen Militärbasen auf. Sie studierte Komposition bei William Jordan und Allan Gordon Bell an der University of Calgary und bei Philip Wilby an der University of Leeds. 1992 gewann sie den Kompositionswettbewerb der New Works of Art Calgary Society und erhielt daraufhin einen Kompositionsauftrag des The Studio in Bradford für das elektroakustische Werk Escape From Mind and Body (1993). Mit This Is My Voice für Streichquartett gewann sie 1994 den Ersten Preis und den Publikumspreis der CBC Young Composers Competition.
This Is the Colour of My Dreams wurde 1997 von der Cellistin Shauna Rolston und dem Toronto Symphony Orchestra unter Leitung von Jukka-Pekka Saraste uraufgeführt. Mit Utterances gewann Murphy 1999 den Dritten Preis beim Zemlinky Prize. Die Harfenistin Judy Loman spielte 2002 mit dem Toronto Symphony Orchestra die Uraufführung von And Then at Night I Paint the Stars, der Geiger Stephen Sitarski 2006 mit dem Kitchener-Waterloo Symphony Orchestra die Uraufführung von Blood Upon the Body, Ice Upon the Soul. Uraufführungen ihrer kammermusikalischen Werke spielten u. a. das Gryphon Trio, das Alcan String Quartet und das Molinari Quartet. In den Jahren 2007–08 war Murphy Composer in Residence des National Youth Orchestra. Nach mehreren Jahren in Washington lebt sie als freiberufliche Komponistin in Ottawa.

## Werke
- La Crête d'une invisible incendie für Sopran, Altflöte, Bratsche, Cello und Harfe, 1992, 1995
- Life Passes in Transformation für Klarinette und Streichquartett, 1992
- Escape from Mind and Body für Tonband, 1993
- This Is My Voice, Streichquartett, 1994
- The Company of My Soul für Altsaxophon und Elektronik, 1994/95
- Four Degrees of Freedom für Klavierquartett, 1995
- From the Drum Comes a Thundering Beat für Orchester, 1995
- Dance Me Through the Panic, Streichquartett, 1996
- If only... für Perkussionsensemble, 1997
- Give Me Phoenix Wings to Fly für Klaviertrio, 1997
- This Is the Colour of My Dreams für Cello und Orchester, 1997
- Circadian Rhythms für Streichorchester, 1997
- Hammer of the Sorceress für Klavier und Orchester, 1998
- Utterances für Orchester, 1998
- Huron Carol Interlude, Streichquartett, 1998
- Indelible Lines, Invisible Surface für Oboe und Streicher, 1999
- Another Little Piece of My Heart, Streichquartett, 1999
- Aural Tectonics: Fragments, Shards, and Jagged Little Pieces für Klavier, 1999
- Star Burning Blue für Klavier, 2000
- Postcards from Home für Geige, Klarinette und Klavier, 2000
- Illumination für Harfe, 2000
- A Thousand Natural Shocks für Orchester, 2000
- Departures and Deviations für Geige, Horn und Klavier, 2001
- Dance Me to Your Beauty with a Burning Violin für Geige und Klavier, 2002
- And Then at Night I Paint the Stars für Harfe und Orchester, 2002
- Fallibility, Logic, and the Return of Wonder für Altsaxophon und Orchester, 2002
- Living Metal, Continuous Poses, Streichquartett, 2003
- Sur les pas de la lune für Mezzosopran, Flöte, Klarinette, Geige, Cello und Klavier, 2003
- Let Hands Speak für Klavier, 2003
- And So Be Changed to Lightning in the End für Orchester, 2004
- The Darkest Midnight in December für hohe Stimmen und Harfe, 2005
- Blood Upon the Body, Ice Upon the Soul für Solovioline und Orchester, 2006
- Fanfare für vier Trompeten, 2006